# Scarlett Johansson

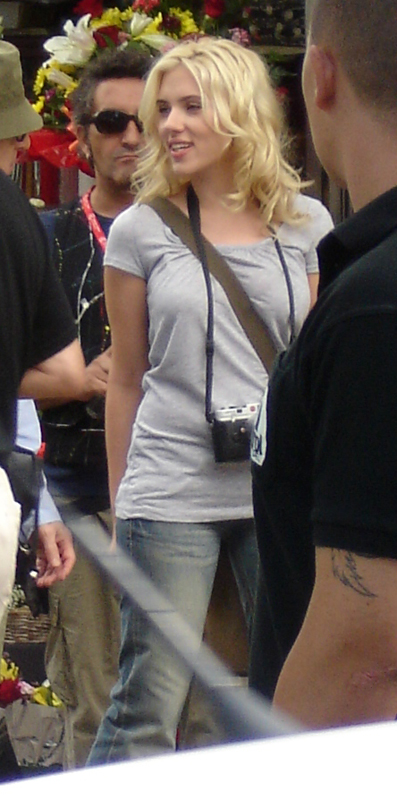
Durant la seva estada a Barcelona

Scarlett Johansson (Nova York, 22 de novembre de 1984) és una actriu estatunidenca. Son pare és danès i sa mare, d'arrels poloneses, prové d'una família jueva assentada al Bronx.

## Biografia
Etiquetada com a símbol sexual, Johansson ha estat coneguda com una de les dones més atractives del món per diversos mitjans de comunicació. És un destacada patrocinadora de marques i dona suport a diverses causes benèfiques. Divorciada de l'actor Ryan Reynolds i de l'empresari Romain Dauriac, Johansson està casada amb l'humorista Colin Jost des del 2020. Té dos fills, un amb Dauriac i un altre amb Jost.

## Treball d'actriu
Va començar a mostrar interessos per la música i l'actuació des de primerança edat, i al llarg de la seua infància i adolescència es va formar en diferents instituts com a actriu. Va debutar a la comèdia dramàtica Un noi anomenat North de 1994. El seu primer paper principal va ser com la germana d'11 anys d'una adolescent embarassada a Manny & Lo (1996), pel qual va rebre una nominació al Premi Independent Spirit a la millor protagonista femenina. Va protagonitzar el drama de Robert Redford L'home que xiuxiuejava als cavalls (1998), i va aparèixer amb Thora Birch i Steve Buscemi a la comèdia negra Ghost World (2001). Dos anys més tard, Johansson va interpretar una dona d'uns 20 anys atrapada en un matrimoni apagat que es fa amistat amb un actor nord-americà envellit (Bill Murray) al Japó a Lost in Translation, dirigida per Sofia Coppola, i també va interpretar una criada a la casa del pintor holandès Johannes Vermeer a La jove de la perla amb Colin Firth. Va ser nominada al Globus d'Or per ambdues pel·lícules, i va rebre el premi BAFTA a la millor actriu en un paper principal per la primera. El 2004 va donar suport públicament a la candidatura de John Kerry per a president dels Estats Units juntament amb altres actors i cantants com ara Bruce Springsteen o Tim Robbins.
En 2005 va protagonitzar el thriller psicològic de Woody Allen Match point, pel qual va obtenir una nominació al Globus d'Or a la millor actriu secundària. El 2006, va aparèixer al thriller psicològic de Christopher Nolan, El truc final, i va interpretar a una estudiant de periodisme a Scoop de Woody Allen. El mateix any, Johansson va fer la seva primera aparició com a presentadora del programa de varietats de televisió Saturday Night Live, que des de llavors ha presentat cinc vegades més a partir del 2019. Dos anys després, Johansson va protagonitzar la comèdia dramàtica romàntica de Woody Allen Vicky Cristina Barcelona amb Javier Bardem i Penelope Cruz, rodada a Barcelona i va interpretar la germana de la reina d'Anglaterra al drama històric Les germanes Bolena (2008) amb Natalie Portman i Eric Bana. Va rebre el premi Tony a la millor actriu destacada en una obra de teatre per la seva actuació debut a Broadway en el renaixement del 2010 d'A View from the Bridge d'Arthur Miller.
Va interpretar a la Vídua Negra a la pel·lícula de superherois Iron Man 2 (2010), va repetint el paper a The Avengers, dirigida per Joss Whedon el 2012. L'any següent, va protagonitzar el revival a Broadway de l'obra de Tennessee Williams Cat on a Hot Tin Roof amb Ciarán Hinds, i va donar veu a un assistent virtual artificialment intel·ligent a Her de Spike Jonze amb Joaquin Phoenix.[8] Va aparèixer com a Vídua Negra a les pel·lícules de superherois Captain America: The Winter Soldier, la seva seqüela Captain America: Civil War, Avengers: Age of Ultron, Avengers: Infinity War i Avengers: Endgame, la darrera sent la segona pel·lícula més taquillera de tots els temps. Johansson va interpretar una dona que es va divorciar a la comèdia dramàtica de Noah Baumbach Marriage Story amb Adam Driver, i una mare que amaga una noia jueva a l'Alemanya nazi a la comèdia negra satírica Jojo Rabbit de Taika Waititi (ambdues el 2019). Va rebre una nominació a l'Acadèmia a la millor actriu per la primera i una nominació a la categoria de millor actriu secundària per a la segona.

## Filmografia
| - Un noi anomenat North (North) (1994) - Causa Justa (1995) - Manny & Lo (1996) - Si la Lucy saltés (1996) - Sol a casa 3 (1997) - Fall (1997) - L'home que xiuxiuejava als cavalls (1998) - El meu germà el porc (1999) - Ghost World (2000) - An American Rhapsody (2001) - The Man Who Wasn't There (2001) - Arac Attack (Eight Legged Freaks) (2002) - Girl with a Pearl Earring (2003) - Lost in Translation (2003) - In Good Company (2004) - Bob Esponja (2004) (veu) - A Good Woman (2004) - Una cançó del passat (2004) - The Perfect Score (2004) - Delirious (2005) - L'illa (2005) - Match point (2005) - Scoop (2006) - El truc final (2006) - The Black Dahlia (2006) - Les germanes Bolena (2007) - Diari d'una mainadera (2007) - The Spirit (2008) | - Vicky Cristina Barcelona (2008) - Què els passa, als homes? (2009) - Iron Man 2 (2010) - We Bought a Zoo (2011) - The Avengers (2012) - Hitchcock (2012) - Don Jon (2013) - Under the Skin (2013) - Her (2013) - Captain America: The Winter Soldier (2014) - Lucy (2014) - Chef (2014) - Avengers: Age of Ultron (2015) - Hail, Caesar! (2016) - The Jungle Book (2016) - Captain America: Civil War (2016) - Sing (2016) - Ghost in the Shell (2017) - Rough Night (o Girls' Night Out, 2017) - Rock That Body (2017) - Isle of Dogs (2018) - Avengers: Infinity War (2018) - Captain Marvel (2019) - Avengers: Endgame (2019) - Marriage Story (2019) - Jojo Rabbit (2019) - Black Widow (2021) |

## Discografia
- Anywhere I Lay My Head (16 de maig de 2008)
- Break Up (15 de setembre de 2009)